# 中缅边民联欢大会楼旧址
中缅边民联欢大会楼旧址，位于云南省德宏傣族景颇族自治州瑞丽市畹町镇正阳路11号。中缅边民联欢大会楼为一栋砖木混合结构单体楼房，总面积1,470平方米，建筑面积736平方米，内有26间房间，建筑风格中西合璧，正门有法式迎宾楼台，内部布局为中式格调。1956年12月召开中缅边民联欢大会，中缅边民联欢大会楼是提供给中华人民共和国总理周恩来和缅甸联邦总理吴巴瑞工作、休息的场所。12月15日，周恩来与吴巴瑞从畹町桥步行入境，在中缅边民联欢大会楼进行短暂会谈、休息，随后前往芒市会场参加联欢大会活动。2012年1月7日，畹町桥、中缅边民联欢大会楼旧址、中缅首次勘界会议楼旧址一同列入第七批云南省文物保护单位。:1262019年10月7日，随畹町桥升格为第八批全国重点文物保护单位。
2006年中缅边民联欢大会50周年之际，畹町经济开发区工管委决定以大会楼旧址布置为“中缅友好纪念馆”，当年12月16日对外开放。纪念馆共有藏品113件（套），陈列重点为中缅边民联欢大会、中缅联合勘界两大外交事件，展现中缅友好交往历程。2009年，中缅友好纪念馆成为由畹町勐拱翡翠公司开发的畹町文化园的一部分:119。